# Tomis pavidus
Tomis pavidus es una especie de araña saltarina del género Tomis, familia Salticidae. Fue descrita científicamente por Bryant en 1942.
Habita en islas Vírgenes.